# Казанцево (Кур'їнський район)
Каза́нцево (рос. Казанцево) — село у складі Кур'їнського району Алтайського краю, Росія. Адміністративний центр Казанцевської сільської ради.

## Населення
Населення — 283 особи (2010; 327 у 2002).
Національний склад (станом на 2002 рік):
- росіяни — 99 %